# Bonneville-et-Saint-Avit-de-Fumadières
Bonneville-et-Saint-Avit-de-Fumadières település Franciaországban, Dordogne megyében. Lakosainak száma 302 fő (2022. január 1.). Bonneville-et-Saint-Avit-de-Fumadières Montpeyroux, Montcaret, Saint-Vivien és Vélines községekkel határos.

## Népesség
A település népességének változása:
| Lakosok száma | 220  | 214  | 216  | 292  | 296  | 311  | 323  | 322  | 315  | 302  |
|               | 1968 | 1982 | 1990 | 2006 | 2013 | 2015 | 2017 | 2019 | 2020 | 2022 |